# Cáncer de ano
El cáncer del ano es un tumor maligno que surge del ano, la apertura más distal del tracto gastrointestinal. Es una entidad distinta del más frecuente cáncer colorrectal.
El cáncer anal es generalmente un carcinoma espinocelular que surge cerca de la unión escamo/columnar del ano y a menudo se ve asociado con la infección por el virus del papiloma humano (VPH). Histológicamente puede ser de tipo queratinizante (basalioide) o de la variante no queratinizante (cloacogénico). Otros tipos de cáncer anal son el adenocarcinoma, el linfoma, el sarcoma y el melanoma. De los datos recogidos entre 2004 y 2010, la sobrevida al cabo de cinco años en los Estados Unidos es del 65.5 por ciento. Aun así, los índices individuales pueden variar dependiendo del estadio del cáncer en el momento del diagnóstico y la respuesta al tratamiento.

## Cuadro clínico
Los síntomas de cáncer anal pueden incluir dolor o presión en el ano o recto, un cambio en hábitos intestinales, una inflamación cerca del ano, hemorragia rectal, picor o flujo anal. La hemorragia puede ser severa.

## Factores de riesgo
- Virus del papiloma humano: Al examinar tejidos con carcinoma de células escamosas en pacientes de Dinamarca y Suecia, se demostró una proporción alta de cánceres anales positivos para los tipos de VPH que suelen estar asociados con un mayor riesgo de cáncer d cuello uterino.[4] En otro estudio, las cepas del VPH de alto riesgo carcinogenico, notablemente el VPH-16, fueron detectados en 84 por ciento de especímenes de cáncer anal examinados.[5]  Basado en el estudio en Dinamarca y Suecia, se ha estimado que 90% de los cánceres anales son attributables al VPH.[6]
- Actividad sexual: El tener múltiples contactos sexuales aumenta el riesgo de cáncer del ano en vista de una mayor posibilidad de exposición al VPH.[7][8] En el sexo anal, la penetración, bien sea a varón o a mujer, aumenta siete veces las probabilidades de cáncer anal debido al VPH.[8] Quienes participan en sexo anal con múltiples parejas tienen un riesgo 17 mayor en desarrollar cáncer anal en comparación con quienes no son promiscuos.[9]
- Fumar: los fumadores activos tienen una mayor probabilidad de desarrollar cáncer del ano en comparación con los no fumadores.[7] El fumar parece que juega un papel significativo en el desarrollo de cáncer anal independiente de otros factores de riesgo incluyendo la actividad sexual. Más de la mitad de los pacientes de cáncer anal estudiados eran fumadores activos para el momento del diagnóstico. El mecanismo detrás del fumar cigarrillos en el desarrollo de cáncer anal es desconocido, aunque se especula que el fumar interfiere con un proceso llamado apoptosis, o muerte celular programado, el cual ayuda a liberar del cuerpo las células anormales que podría volverse cancerosas. Otra posibilidad es que el fumar suprime el sistema inmunitario, lo cual puede disminuir la capacidad de aclarar focos de infección persistente o células anormales del cuerpo.[8]
- Inmunosupresión, a menudo asociado con infección de VIH.[7]
- Lesiones anales benignas.[10][11]
- Antecedentes de cánceres de cuello uterino, vagina o vulva[12]
- Cloacogénico. El carcinoma cloacogenico es un tumor raro de la región anorrectal que se origina de un remanente persistente de la membrana cloacal del embrión. Estos tipos de tumores forman entre 2-3% de los carcinomas anorrectales y ocurre más de dos veces más frecuente en mujeres.[13]

## Patología
La mayor parte de los tipos de cáncer anal son células espinocelulares, que surgen cerca de la unión escamocolumnar. Estos pueden ser queratinizantes (basalioides) o no queratinizantes (cloacogénicos). Otros tipos de cáncer anal son el adenocarcinoma, el linfoma, el sarcoma y el melanoma.[cita requerida]

Etapa 1 del cáncer anal
Etapa 2 del cáncer anal
Etapa 3 del cáncer anal
Etapa 4 del cáncer anal

## Prevención
En vista de que muchos de los casos de cáncer del ano derivan de infecciones del VPH y, en vista de la disponibilidad de la vacuna contra el virus del papiloma humano aplicable antes de la exposición al virus para evitar la infección causada por algunas cepas del virus y que se ha demostrado que la vacuna reduce la incidencia de lesiones potencialmente precancerosas, se ha sugerido que la vacunación contra el VPH puede reducir la incidencia de cáncer anal.
En 2010, la Administración de Alimentos y Medicamentos de los Estados Unidos aprobó el Gardasil como vacuna para prevenir el cáncer anal y lesiones precancerosas en hombres y mujeres entre 9 y 26 años edad. Esta vacuna comercial se ha usado en el pasado para prevenir el cáncer cervical, vulvar vaginal asociadas por el VPH tipos 6, 11, 16, y 18.

## Diagnóstico
La prueba de Papanicolaou con muestras tomadas del ano, similar a las tomadas para la pesquisa del cáncer cervical, ha sido estudiada para la detección temprana del cáncer anal en individuos expuestos a riesgos elevados. Por ejemplo, se ha usado la prueba en pacientes masculinas VIH positivos y aquellos con resultados anormales reciben evaluación más concisa con el uso de anoscopía de alta resolución, lo que ha ayudado a identificar muchos crecimientos de tejido precanceroso con su respectiva remoción.

## Tratamiento

### Cáncer localizado
En casos de cáncer localizado, llamado carcinoma-in-situ y en las lesiones precursoras al cáncer denominado neoplacia interepitelial anal o displasia anal (AIN) puede ser extirpado con una mínima invasión, por medio de métodos de rayos infrarrojos fotocoaguladores.
Anteriormente, el cáncer anal se trataba con cirugía, y cuando la enfermedad estaba en estadios iniciales (es decir, cáncer localizado al ano sin metástasis a los nódulos linfáicos inguinales), dicha cirugía resultaba a menudo curativa. El desafío con la cirugía se radicaba en la necesidad de extraer el músculo esfínter interno del ano y el esfínter anal externo, lo que producía una concomitante incontinencia fecal. Por esta razón, muchos pacientes con cáncer anal han requerido permanentes colostomías.
El estándar de oro en la actualidad es la quimioterapia y tratamiento de radiación para reducir la necesidad de recurrir a una cirugía debilitante. Esta modalidad combinada ha conllevado a la preservación del esfínter anal, y una mejorada calidad de vida después del tratamiento definitivo. La supervivencia e índices de curación son excelentes, y muchos pacientes quedan con un esfínter anal totalmente funcional. Algunos pacientes quedan con incontinencia fecal después de radiación y quimioterapia combinadas. Por lo general, se recomiendan seguimientos con biopsias para documentar la regresión de enfermedad después de la quimioterapia y la radiación, aunque no se ve con tanta frecuencia como en el pasado. La quimioterapia actual consta de infusión continua 5-FU por cuatro días con bolus de mitomicina dados al mismo tiempo que la radiación. Tanto el 5-FU y la cisplatina están recomendadas para el cáncer anal metastático.

### Metastatic O enfermedad recurrente
10 a 20% de los pacientes trataron para el cáncer anal desarrollará distante metastatic la enfermedad que sigue tratamiento.  Metastatic O el cáncer anal recurrente es difícil de tratar, y normalmente requiere quimioterapia.  La radiación es también empleada a palliate ubicaciones concretas de enfermedad que puede ser causar síntomas.  La quimioterapia generalmente utilizada es similar a otro squamous célula epithelial neoplasms, como equivalentes de platino, anthracyclines como doxorubicin, y antimetabolites como 5-FU y capecitabine. J.D. Hainsworth Desarrolló un protocolo que incluye Taxol y Carboplatinum junto con 5-FU.  Median Índices de supervivencia para pacientes con gamas de metástasis distantes de 8 a 34 meses.

## Epidemiología

### EE.UU.
La Sociedad de Cáncer americana estimó que en 2014 aproximadamente 7,060 casos nuevos de cáncer anal serían diagnosticados en los Estados Unidos (4,430 en mujeres y 2,630 en hombres).  Típicamente se ha encontrado en adultos de edad promedioo en los inicios de la década de los 60.
En los Estados Unidos, se estima que unos 800 a 900 fallecen de cáncer anal anualmente.

### Reino Unido
Cuentas de cáncer anal para menos de 1% de todos casos de cáncer y muertes en el Reino Unido. Alrededor 1,200 personas estuvieron diagnosticadas con la enfermedad en 2011, y alrededor 310 personas murieron en 2012.

### En todo el mundo
En todo el mundo en 2002 había un estimados 30,400 casos nuevos de cáncer anal.  Con aproximadamente fracciones iguales en el en desarrollo (15,900) y desarrollados (14,500) países. Un estimado 90% (27,400) era attributable a Humano papillomavirus (HPV).